# نيلوتاميد
نيلوتاميد (بالإنجليزية: Nilutamide)‏ هو دواء يُستعمل في علاج:
- سرطانة الخلية المغزلية[9]
- سرطان البروستاتا (منذ 18 سبتمبر 1996)[10][11][12][13][14][15]